# Beloved
«Beloved» (с англ. — «Возлюбленная») — четвёртый эпизод американского сериала «Секретное вторжение», в основе сюжета которого лежит одноимённый кроссовер издательства Marvel Comics. События эпизода происходят в медиафраншизе «Кинематографическая вселенная Marvel», разделяя связь с фильмами франшизы. Автором сценария является Брайан Такер, а режиссёром — Али Селим.
Сэмюэл Л. Джексон исполнил роль Ника Фьюри, а Бен Мендельсон — Талоса. Также в эпизоде снимались Кингсли Бен-Адир, Шарлейн Вудард, Киллиан Скотт, Сэмюэл Адевунми, Дермот Малруни, Кэти Финнеран, Эмилия Кларк и Дон Чидл. Селим присоединился к созданию проекта в мае 2021 года и стал режиссёром всех эпизодов.
Эпизод «Возлюбленная» был выпущен на стримиговом сервисе Disney+ 12 июля 2023 года.

## Сюжет
Г’айа оправляется от ранения, полученного от Гравика с помощью сыворотки «Экстремис», предварительно воспользовавшись в лаборатории устройством Гравика по модификации скруллов с внедрением в их ДНК образцов чужеродных материалов.
2012 год, Париж. Ник Фьюри, будучи директором организации «Щ.И.Т.», приходит в один из ресторанов после битвы за Нью-Йорк. Он встречает свою будущую жену Присциллу и та расспрашивает его о человеке, собравшим команду «Мстители», чтобы противостоять захвату планеты, после чего признаётся ему в любви.
Наши дни. Гʼайя сбегает с базы и встречается со своим отцом Талосом, который сообщает, что планирует открыть президенту США Ритсону правду о скруллах и попросить помочь после того, как они остановят повстанцев, что вызывает у Гʼайи разочарование.
Тем временем, Присцилла Фьюри встречается с полковником Джеймсом Роудсом, который оказывается замаскированным скруллом. Он приказывает ей убить Ника Фьюри, чтобы тот в дальнейшем не смог им противостоять, однако не знал, что Ник всё время их разговора их подслушивал.
Присцилла приходит домой и застаёт там Ника, который предлагает ей чай. Он спрашивает, почему она выбрала данную внешность. Она рассказывает ему, что ещё до встречи с Ником ухаживала за смертельнобольной пациенткой и перед её смертью дала ей три обещания: похоронить её в море, остаться любимой дочерью для её родителей и никогда не делать больно своему возлюбленному — Нику. Они стреляют друг в друга, но патроны оказываются холостыми и они мирятся.
Фьюри навещает фальшивого Роудса. Он выпивает с ним виски, который оказывается жидким маячком. Ник рассказывает, что знает, что в правительстве находятся скруллы. Роудс показывает ему кадры убийства Марии Хилл, и отмечает, что убийцей на ней изображён он, после чего выгоняет Фьюри.
Фьюри и Талос следуют за ним, когда он отправляется за президентом Ритсоном. Роудс выдаёт Гравику номер машины, в которой находится президент, после чего её взрывают, однако президент остаётся жив, но теряет сознание. Гравик сообщает, что нужно захватить президента живым для дальнейшего копирования его внешности и сознания. Повстанцы-скруллы нападают на конвой Ритсона под видом русских террористов. На поле боя, Гравик демонстрирует новоприобретённые способности, в том числе генерирование ветвей Грута и регенирацию от сыворотки «Экстремис», продвигаясь вперёд.
На перестрелку приезжают Фьюри и Талос. Они вступают в бой и, создав коридор из бойцов британской армии, попадают к машине президента. Талос пытается разбить окно машины, но его подстреливает Пейгон, однако ему всё же удаётся разбить окно. Фьюри вытаскивает президента и доводит до машины, обещая вернуться за Талосом. Но к Талосу подходит один из бойцов и подводит к Нику. Последний стреляет в бойца, и тот, оказавшись Гравиком, убивает Талоса на глазах Ника, после чего Ник, разбитый потерей лучшего друга, уезжает вместе с президентом с поля боя.

## Реакция
На агрегаторе рецензий Rotten Tomatoes рейтинг эпизода составляет 38 % из 100 на основании 13 отзывов.
Мэтт Пёрслоу из IGN дал эпизоду 5 баллов из 10, раскритиковав постановку финальной битвы. Кирстен Говард из Den of Geek присвоила серии 3 звезды из 5 и написала, что ей «трудно понять, в каком направлении движется сериал». Брэдли Рассел из GamesRadar поставил эпизоду такую же оценку и сравнил боевую сцену в конце с миссией «Ни слова по-русски» из Call of Duty: Modern Warfare 2. Ремус Норонья из Collider назвал четвёртую серию «безусловно лучшей на данный момент». Фрэну Руису из Space.com понравились кадры, в которых Гравик применил силы Грута; критик написал, что «эта сцена может быть самой сильной в сериале на данный момент», и понадеялся, что увидит больше подобного.

### Комментарии
1. ↑  События эпизода «Betrayed».
2. ↑  События фильма «Мстители» (2012).
3. ↑  По хронологии КВМ — ноябрь 2026 года.
4. ↑  События эпизода «Resurrection».